# Fred Jay Seaver

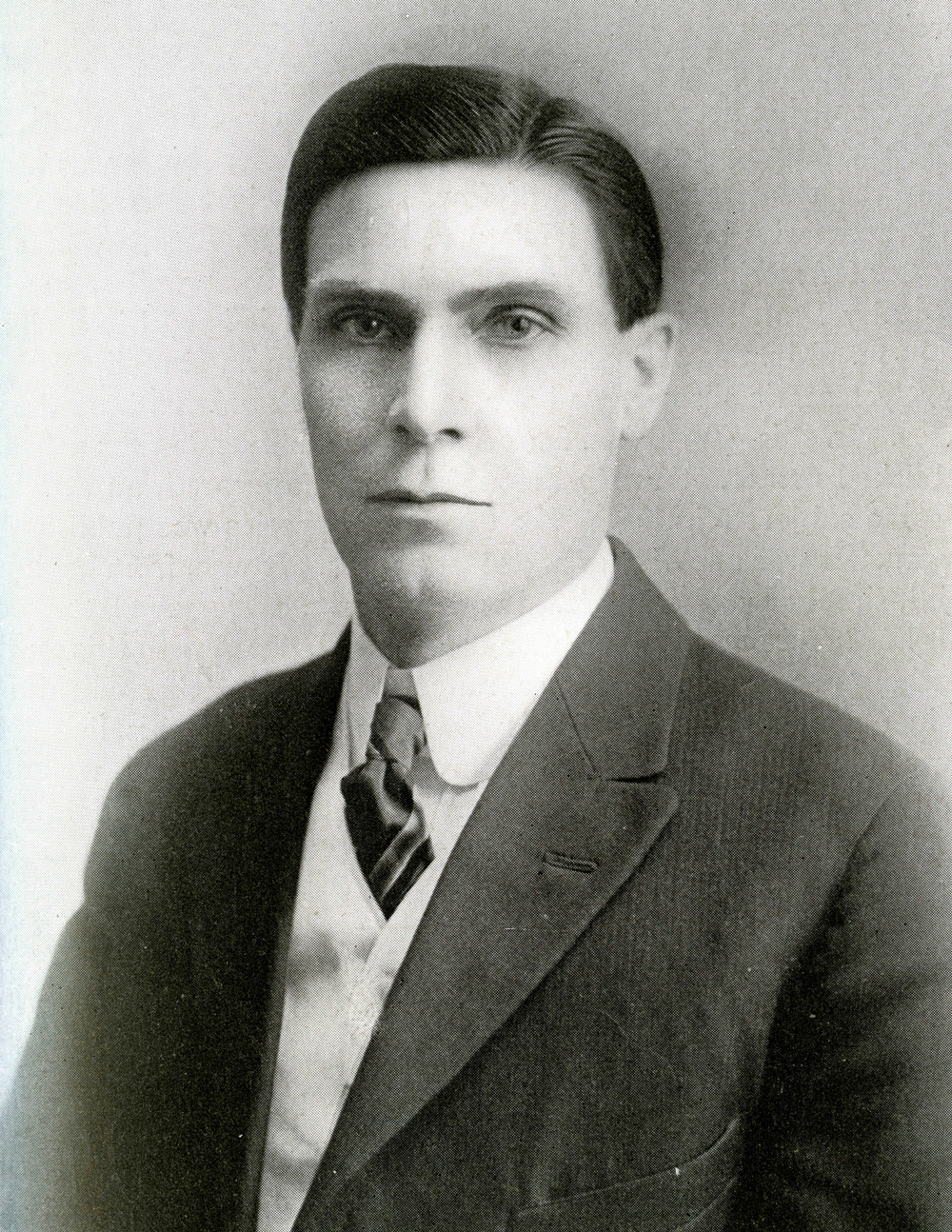
Fred Seaver em 1916

Fred Jay Seaver (Condado de Webster, Iowa, 14 de março de 1877 - Winter Park, Flórida, 21 de dezembro de 1970) foi um micólogo dos Estados Unidos. Trabalhou no Jardim Botânico de Nova Iorque durante 40 anos, inicialmente como Diretor dos Laboratórios (1908–1911), e depois como Curador (1912–1943), e finalmente Curador Chefe (1943–1948). Foi também um dos editores do jornal Mycologia entre 1909 e 1947.